# Casas de Haro
Pour les articles homonymes, voir Casas.
Casas de Haro est une municipalité espagnole de la province de Cuenca, dans la région autonome de Castille-La Manche.